# Zombie Strippers

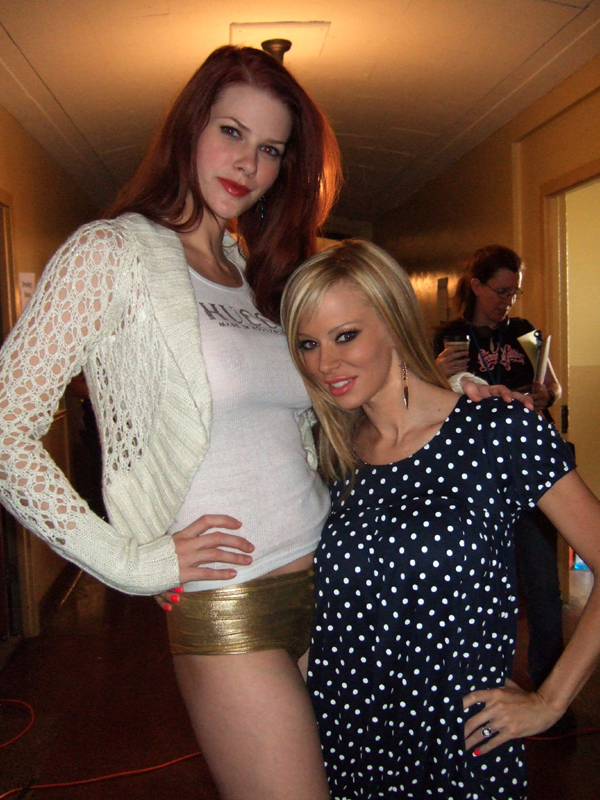
Jenna Jameson i Penny Drake na planie filmu

Striptizerki Zombie (ang. Zombie Strippers!) – amerykański horror filmowy z 2008 roku w reżyserii Jay Lee.

## Zarys fabuły
W zamkniętym ośrodku wojskowym prowadzone są badania mające doprowadzić do powstania niezniszczalnych żołnierzy. Skutkiem tych prac wytworzony zostaje wirus ożywiający martwe komórki, który niespodziewanie przyczynia się do tworzenia gromad zombie. Ekipa eksterminacyjna zostaje wysłana w celu wytępienia tego ubocznego produktu eksperymentu wojskowego i prawie jej się to udaje.
Prawie... Bo z ich obławy wydostaje się jeden człowiek zarażony niebezpiecznym wirusem. Trafia przypadkowo do klubu ze striptizem, gdzie rozprzestrzenia zarazę pośród zmysłowych striptizerek. Jedna z tancerek (Jenna Jameson) zostaje pogryziona i zabita przez zombie. Nie przeszkadza jej to w tańczeniu na rurze, zarabianiu dla swojego pracodawcy ogromnej ilości pieniędzy i zjadaniu napalonych nastolatków. Na domiar złego, z wieczoru na wieczór, coraz więcej tancerek zmienia się w krwiożercze bestie, piwnica zaś zapełnia się pokaźną grupą niedojedzonych gości, którzy tylko czekają na swoją kolej przyłączenia się do uczty.

## Obsada
- Jenna Jameson jako Kat
- Jen Alex Gonzalez jako Lt. Ryker
- Robert Englund jako Ian
- Penny Drake jako Sox
- Joey Medina jako Paco
- Roxy Saint jako Lillith
- Carmit Levité jako Madame Blavatski
- Shamron Moore jako Jeannie
- Whitney Anderson jako Gaia